# Astronaut
 For alternative betydninger, se Astronaut (flertydig). (Se også artikler, som begynder med Astronaut)
En astronaut (græsk: astron = stjerne og nautēs = søfarende; stjernefarer) er en person der tager på rumfart, eller i hvert fald har gjort en karriere ud af at gøre sig klar til at tage på rumfart. Det er i princippet mulig at blive astronaut, hvis man er statsborger i et land, der er tilknyttet en rumfartsorganisation, f.eks. det europæiske ESA, USA's NASA eller de russiske, kinesiske, indiske eller japanske rumfartsorganisationer.
I Sovjetunionens rumprogram brugte man benævnelsen kosmonaut (græsk: kosmos = universet og nautēs = søfarende; rejsende i Universet), en betegnelse der fortsat benyttes af den Føderale russiske rumfartsorganisationen. Tilsvarende bruges navnet taikonaut om astronauter fra Kina. Indien barsler med et bemandet rumprogram fra 2015 af og deres rumfarende er allerede døbt vyomanauter (af sanskrit: himmel eller rum).

## De første astronauter
I april 1961 blev Jurij Gagarin det første menneske i rummet, han var en af de udvalgte til træning som kosmonaut i USSR i 1960. De andre udvalgte kosmonauter var German Titov, Pavel Beljajev, Valerij Bykovskij, Konstantin Feoktistov, Boris Jegorov, Vladimir Komarov, Aleksej Leonov, Andrijan Nikolajev, Pavel Popovitj.
- Valentina Teresjkova (1963) og Svetlana Savitskaja (1982) var de første kvindelige kosmonauter.

I maj 1961 blev Alan Shepard den første amerikaner i rummet efterfulgt af Virgil Grissom, John Glenn, Scott Carpenter, Walter Schirra, Gordon Cooper, John Young, James McDevitt, Edward White, Charles Conrad, Frank Borman, James Lovell, Thomas Stafford, Neil Armstrong, David Scott, Eugene Cernan, Michael Collins, Richard Gordon. De blev udvalgt til NASAs træningsprogram Astronaut Gruppe 1 og 2 i 1959.
- Sally Ride (1983) og Judith Resnik (1984) var de første kvindelige astronauter fra USA.

Dengang udvalgte USA testpiloter til at flyve de første bemandede rumfartøjer, det var ikke underligt eftersom det var testflyvninger de foretog.
De tidlige missioner var farlige, d. 23. oktober 1960 omkom cirka 150 personer på Bajkonur-kosmodromen, den såkaldte Nedelinkatastrofe blev opkaldt efter marskal Mistrofan Nedelin, der ledede projektet. Nedelinkatastrofen var et forsøg på at reparere en R-16 raket der stod med fuld brændstofstank på affyringsrampen. En raketmotor blev tændt ved en teknisk fejl, og en kraftig eksplosion med hydrazin og salpetersyre slog de omkringværende ihjel inklusiv Nedelin selv.
Kosmonauten Valentin Bondarenko omkom i en trykkabine der brød i brand under træning d. 23. marts 1961.
I USA skete en lignende ulykke i d. 27. januar 1967 Virgil Grissom, Edward White og Roger Chaffee indebrændte i Apollo 1's trykkabine.
Kosmonauten Aleksej Leonov var det første menneske der bevægede sig udenfor et rumfartøj for at gå på rumvandring d. 18. marts 1965. Han og kollegaen Beljajev overlevede turen efter en række dramatiske begivenheder; Leonovs rumdragt blev pustet op, da han var ude i rummet, pga. trykket. Den oppustede rumdragt blev så stor at han havde svært ved at komme ind i rumskibet igen. Han måtte sænke trykket i rumdragten for at komme tilbage igennem luftslusen. Da fartøjet skulle genindtræde i Jordens atmosfære var der tekniske problemer med navigationssystemet, piloten måtte styre fartøjet manuelt og helt ude af kurs landede de på et øde sted i Sibirien. De måtte overnatte i sneen med bål tændt, mens ulve nærmede sig, indtil en helikopter fandt dem om morgenen.
Edward White var den første amerikaner på rumvandring 3. juni 1965.
Neil Armstrong betræder Månen som det første menneske i 1969, den hidtil største begivenhed i rumfartens historie. Armstrongs rejsefæller på turen var Michael Collins og Buzz Aldrin.

## Astronautuddannelse i nyere tid
Kravene til at blive astronaut har ændret sig siden 1960'erne. Det er stadig et job med risici, men måske ikke så direkte farefuldt som de første rumflyvninger. Uddannelsen er blevet længere og kravet er mere end at være en modig testpilot.
For at blive astronaut hos Den Europæiske Rumorganisation (ESA) skal følgende være opfyldt: Alder mellem 27 og 37 år, Højde mellem 153 og 190 cm, Vægt mellem 50 og 95 kg, Videregående uddannelse indenfor naturvidenskab, f.eks. som ingeniør, læge, fysiker eller kemiker, gerne med erfaring indenfor forskning og fx en ph.d.-grad. Piloterfaring, dykkercertifikat osv. ses også som en fordel.
Derudover skal man have et godt helbred og have personlige egenskaber som gør at man kan færdes i isolation i længere tid, med høj stresstærskel, god samarbejdsevne og et roligt temperament. Hård fysisk træning og krævende arbejde skal man også have lyst og vilje til. At man har disse evner bliver testet ved detaljerede helbredsundersøgelser, psykolog-samtaler og orthostatisk stresstest.
Hvis man består alle disse test og har adgangskravene kan man blive udvalgt til at komme til samtale, på baggrund af samtalerne optages man til ESA’s astronautkorps og derefter starter uddannelsen. Uddannelsen foregår hos European Space Agency i Køln, Tyskland
Uddannelsen tager flere år, det meste af tiden går med at simulere forholdene i rummet. Under uddannelsen er der mulighed for at komme til bl.a. Houston.
Kravene for at blive astronaut hos den amerikanske rumfartsadministration (NASA) er nogenlunde de samme som hos ESA .
NASA har et undervandslaboratorium NEEMO til at forberede astronauter på længere tid i rummet.
Efter endt uddannelse når og hvis man udvælges til en mission skal man bruge op til 4-5 år på at forberede og træne til denne mission.

## Danske astronauter
Ministeriet for Videnskab, Teknologi og Udvikling søgte i 2004 danske astronautkandidater. De fik 266 ansøgere og Astronautudvalget under Danmarks Rumcenter udvalgte tre mænd:
- Ph.d. Jesper Nygård, Københavns Universitet.
- Ph.d. Bo Stenhuus, DTU.
- Ph.d. Ronnie Vang, Aarhus Universitet.

Den europæiske rumfartsorganisation ESA søger i 2008 ti nye astronauter og Helge Sander (V) har presset på for at en dansker bliver blandt de ti. I princippet kan andre danskere end de tre officielle astronautkandidater blive en af ESA's nye astronauter, da alle interesserede fra ESA-landene kan søge. De danske astronautkandidater har fået flyvecertifikater af Flyvevåbnet for at forbedre deres chancer.
Den 20. maj 2009 udvalgte ESA den 32-årige Andreas Mogensen til nyt medlem af ESAs astronautkorps. Andreas Mogensen har en ph.d. som rumfartsingeniør fra University of Texas og har arbejdet med vindmøller, olieefterforskning og rumfart. Andreas Mogensen blev opsendt til ISS den 2. september 2015, og blev dermed den første dansker i rummet.

## Astronautjobbet i nyere tid
De fleste astronauter håber på at blive udvalgt til en rummission, inden astronauterne bliver sendt ud i rummet for første gang arbejder de ofte på f.eks. et kontrolcenter for at komme grundigt inde i procedurerne.
Eksempler på arbejdspladser for astronauter:
- Kontrolcentre. (Kontrolcentre svarer til lufthavnens kontroltårn og flyveledere.)
- Testpiloter.
- Rejse i rummet og udføre rumvandringer.
- Bo på en rumstation i længere tid.
- Virksomheder der producerer rumfartsteknologi.
- Månen eller måske i fremtiden Mars.

Når astronauter udvælges til en mission begynder uddannelsen til missionen. Alt efter om man har speciale som pilot, forsker eller ingeniør får man tildelt en rolle på missionen der passer til kvalifikationerne. Hos NASA der planlægger missionerne med rumfærgerne uddannes forskere og ingeniører til "missionsspecialister" og piloterne uddannes til at flyve rumfærgen som kaptajn eller pilot. Et af besætningsmedlemmerne skal have en medicinsk uddannelse.

### Kaptajnen
Kaptajnen ((engelsk): Commander) er lederen ombord på rumfartøjet.

### Piloten
Piloten var 2. pilot på en eller to rumfærgemissioner før han/hun selv fløj som kaptajn.

### Systemoperatør
Systemoperatør ((engelsk): Flight Engineer, (russisk): Бортинженер) assisterer kaptajnen på flyvninger til og fra den Internationale Rumstation.

### Missionsspecialisterne
Missionsspecialisterne ((engelsk): Mission Specialist) får tildelt et nummer til deres missionsspecialist-titel og til hvert missionsspecialist-nummer hører bestemte opgaver og en bestemt plads på rumfærgen.
1. Missionsspecialist – sidder i cockpittet, styrer robotarmen –
2. Missionsspecialist – er flymaskinist og overvåger instrumenterne imellem piloterne på op- og nedturen, Rumvandring -
3. Missionsspecialist – sidder ved kabinevinduet, ledende rumvandrer.
4. Missionsspecialist – sidder i kabinen, Overvåger besætningens blodtryk og puls.
5. Missionsspecialist – sidder i kabinen, Overvåger besætningens blodtryk og puls.
6. Missionsspecialist – sjældent brugt.

### Nyttelast-specialist
Nyttelast-specialist ((engelsk): Payload Commander eller Payload specialist) en af missionsspecialisterne. Varetager opgaver i forbindelse med medbragte forskningsprojekter eller vigtigt udstyr der kan kræve specialviden.

### Gæste-astronaut
Gæsteastronaut ((engelsk): Payload specialist); på NASA's missioner var der i årene 1983 til 2003 ofte også en såkaldt Payload specialist med, denne person har en specialviden i forhold til den pågældende mission. Gæsteastronauten havde nødvendigvis ikke en astronautuddannelse, men en videnskabelig uddannelse og deltog i træningen til missionen. En gæsteastronaut kunne også komme fra et andet land, da man skal have amerikansk statsborgerskab for at blive NASA-astronaut.

## At bo på en rumstation
At opholde sig i rummet i længere tid stiller større krav til teknologien såvel som fysiologiske og psykologiske faktorer.
Menneskekroppen er skabt til at leve under de forhold der er her på Jorden. Det tryk der er ved havets overflade er normalt for mennesket, vores muskler bliver holdt i gang af tyngdekraften, at svæve rundt i vægtløshed i rummet er en unormal tilstand for menneskekroppen. Rumsyge der minder meget om køresyge er en af prøvelserne man udsættes for når man rejser i rummet. Balancenerven bliver forvirret af vægtløsheden, man bliver utilpas, får kvalme og risikerer at kaste op.
Vægtløsheden kan give muskel- og ledproblemer, astronauterne skal forebygge ved at dyrke motion mindst 2 timer i døgnet.
Mangel på D-vitamin kan føre til knogleskørhed, størstedelen af D-vitamin optages gennem huden fra sollys, på en rumstation tilføres huden intet sollys. For at undgå knogleskørhed skal astronauterne have tilført ekstra D-vitaminer og kalcium.
Tarmsygdomme kan også opstå på de lange missioner, maden skal være langtidsholdbar så man spiser meget dåsemad om bord på en rumstation. For at undgå tarmproblemer skal astronauterne have tilført ekstra fibre og probiotika.
Selvom besætninger er udvalgt med psykologiske profiler der passer til jobbet, er det sin sag at opholde sig i flere måneder i små lukkede rum uden privatliv.
| Rumstation                                    | Årstal    |
| --------------------------------------------- | --------- |
| Tidligere:                                    |           |
| Saljut 1-7 - USSR                             | 1971-1982 |
| Skylab - USA                                  | 1973-1979 |
| Mir - USSR/Rusland                            | 1986-2001 |
| Nuværende:                                    |           |
| Den Internationale Rumstation - International | 1998-2016 |

## Saljut og Skylab
De første rumstationer blev bygget i 1970'erne, de første forsøg var en serie af mindre sovjetiske rumstationer hvor der kun var plads til få kosmonauter om bord. Saljut 1 var den første i serien, men det lykkedes ikke kosmonauterne at komme om bord på rumstationen på det første besøg, da rumskibet ikke kunne sammenkobles med stationen. På det andet besøg lykkedes det at komme om bord på rumstationen hvor besætningen på 3 kosmonauter opholdt sig i 3 uger. Besætningen Georgij Dobrovolskij, Vladislav Volkov og Viktor Patsajev skulle bl.a. forsøge at dyrke grøntsager i et drivhus, det lykkedes ikke særlig godt. De skulle også træne musklerne for at undgå knogleskørhed, men rumstationen kunne ikke holde til motionscyklernes rumlen, så de fik ikke dyrket motion. På grund af noget røgudvikling opstod der uenighed imellem kosmonauterne efter de havde været på rumstationen i 10 dage. Kontrolcenteret i Rusland besluttede at give besætningen en fridag for at undgå yderligere stress. Efter 3 ugers ophold var der tegn på hjemve, desværre omkom kosmonauterne på vejen tilbage til Jorden. En utæthed i rumfartøjet gjorde at ilten forsvandt men hvis de havde båret trykdragter havde de haft mulighed for at overleve og ved alle efterfølgende landinger blev der benyttet trykdragter.
I 1973 sendte USA rumstationen Skylab op, men den første mission blev sendt af sted for at reparere rumstationen der havde taget skade under opsendelsen. En solskærm der skulle skygge for de kraftige solstråler var gået i itu det medførte at der var temmelig varmt om bord på Skylab. Temperaturen var over 50 °C hvilket kunne medføre giftige gasarter. Solpanelerne der skulle sørge for energiforsyningen på rumstationen skulle også repareres. Astronauterne Pete Conrad, Paul Weitz og Joseph Kerwin måtte udføre en besværlig rumvandring for at få solskærm og solpaneler til at virke. Den første besætning var 18 dage på Skylab.
Et lignende scenario skete for den sidste besætning på Saljut 7 i 1985. Kosmonauterne Vladimir Dzjanibekov og Viktor Savinykh ankom til en frossen rumstation uden strøm. Det lykkedes dem at få både lys og varme til at virke efter et par dages arbejde med hue, halstørklæde og vanter på, og en del af værktøjet var en lommelygte, mens de overnattede i det rumfartøj de var ankommet i.
På Skylabs sidste mission i 1974 fik NASA en lektion i stress-håndtering; den hårde kommanderende tone fra kontrolcenteret udløste en strejke hos besætningen der bestod af Gerald Carr, William Pogue og Edward Gibson.

## Mir
I løbet af de 14 år Mir var i kredsløb fra 1986 til 2001 var der i alt 79 astronauter/kosmonauter på besøg.
Mange rekorder der blev sat på Mir holder stadig i dag (2008).
Valerij Poljakov opholdt sig i 14 måneder (437 døgn) på Mir og har rekorden i det længste ophold i rummet.
Et Sojuz-fartøj (Sojuz TM-6) skulle i 1988 retur til Jorden fra Mir og Vladimir Ljakhov og Abdul Ahad Mohmand fik problemer ved genindtræden, efter gentagne forsøg lykkedes det, men med et par dages forsinkelse.
Sergej Krikaljov er rekordholder i den længste sammenlagte tid i rummet (803 døgn). Mens Krikaljov opholdt sig på Mir blev Sovjetunionen (USSR) i 1991 opløst til en række mindre stater. Mir der havde været sovjetisk blev til en russisk rumstation og Krikaljov skiftede på den måde nationalitet mens han var i rummet. Han blev også den første kosmonaut der fløj om bord på en amerikansk rumfærge.
Rumprogrammerne der hidtil havde været adskilte som værende enten amerikanske eller tidligere sovjetiske/russiske begyndte at have delvis fælles rumprojekter, den første fællesmission (STS-60) fandt sted 1994 hvor en amerikansk rumfærge besøgte MIR.
Eileen Collins blev den første kvindelige pilot og kaptajn, hun var med som pilot på Mir missionen hvor rumfærgen for første gang besøger MIR (dog uden sammenkobling) på mission (STS-63) i 1995. Collins blev også den kaptajn der foretog en 360° vending med rumfærgen før en sammenkobling med Den Internationale Rumstation i 2005.
Shannon Lucid (USA) satte rekord som den kvinde der har været længst tid i rummet (188 døgn), det skete mens hun var om bord på Mir i 1996, rekorden varede til 2007 hvor Sunita Williams satte ny rekord (195 døgn).
På Mir blev udfordringerne for besætningen for som rumstationen blev ældre opstod der større og flere udfordringer. Ildebrand, sammenstød, strømsvigt, mangel på ilt og sammenbrud på køleanlæg var problemer der opstod, problemerne blev løst til tider med stor kreativitet.
I 1997 skulle et ubemandet forsyningsfartøj (Progress) sammenkobles med Mir, sammenkoblingen endte i et sammenstød, sammenstødet satte gang i en kædereaktion af uheld. Strømmen gik, ilt lækkede, navigationssystemet kunne ikke benyttes situationen blev på et tidspunkt så kritisk at besætningen var ved at gå om bord på redningsfartøjet. Det lykkedes dog det russiske kontrolcenter at få sendt nogle kommandoer til rumstationen ud fra Michael Foales meget kreative beregninger med hans tommelfinger som fast punkt i forhold til stjernerne.
Kulturelle forskelle og sprogbarrierer blev også en del af udfordringerne da amerikanske astronauter og russiske kosmonauter skulle bo og arbejde på samme rumstation.

## Den Internationale Rumstation
USA og Rusland havde hver for sig planlagt en rumstation; Rusland ville bygge Mir-2, USA ville bygge Freedom og efter en række politiske beslutninger blev der enighed om at opbygge en fælles rumstation sammen med internationale juniorpartnere. Canada, Japan og Europa indvilgede i at deltage og i 1998 påbegyndtes bygningen af Den Internationale Rumstation (ISS).
På rumstationen arbejder astronauterne med udbygning og vedligeholdelse af rumstationen eller forskningsprojekter. Deres arbejdsdage er planlagt så de får den søvn og hvile de har behov for. Der kommer jævnligt forsyningsfartøjer med forsyninger, udstyr, besætningsmedlemmer og besøgende.
Der har fra 2000 indtil marts 2011 været 26 faste besætninger på Den Internationale Rumstation, en fast besætninger kaldes også "ISS Ekspedition":
| Funktion                                                              | Navn                      |  |
| --------------------------------------------------------------------- | ------------------------- |  |
| ISS Ekspedition 1                                                     |                           |  |
| Kaptajn                                                               | William Shepherd          |  |
| Flyvemaskinist                                                        | Sergej Krikaljov          |  |
| Sojuz-kaptajn                                                         | Jurij Gidzenko            |  |
| ISS Ekspedition 2                                                     |                           |  |
| Kaptajn                                                               | Jurij Usatjov             |  |
| 1. flyvemaskinist                                                     | Susan Helms               |  |
| 2. flyvemaskinist                                                     | James Voss                |  |
| ISS Ekspedition 3                                                     |                           |  |
| Kaptajn                                                               | Frank Culbertson          |  |
| 1. flyvemaskinist                                                     | Mikhail Tjurin            |  |
| 2. flyvemaskinist                                                     | Vladimir Dezjurov         |  |
| ISS Ekspedition 4                                                     |                           |  |
| Kaptajn                                                               | Jurij Onufrienko          |  |
| 1. flyvemaskinist                                                     | Daniel Bursch             |  |
| 2. flyvemaskinist                                                     | Carl Walz                 |  |
| ISS Ekspedition 5                                                     |                           |  |
| Kaptajn                                                               | Valerij Korzun            |  |
| 1. flyvemaskinist                                                     | Peggy Whitson             |  |
| 2. flyvemaskinist                                                     | Sergej Tresjev            |  |
| ISS Ekspedition 6                                                     |                           |  |
| Kaptajn                                                               | Kenneth Bowersox          |  |
| 1. flyvemaskinist                                                     | Nikolaj Budarin           |  |
| 2. flyvemaskinist                                                     | Donald Pettit             |  |
| Grundet Columbias forlis blev ISS-besætningerne nedskåret til 2       |                           |  |
| ISS Ekspedition 7                                                     |                           |  |
| Kaptajn                                                               | Jurij Malentjenko         |  |
| Flyvemaskinist                                                        | Ed Lu                     |  |
| ISS Ekspedition 8                                                     |                           |  |
| Kaptajn                                                               | Michael Foale             |  |
| Flyvemaskinist                                                        | Aleksandr Kaleri          |  |
| ISS Ekspedition 9                                                     |                           |  |
| Kaptajn                                                               | Gennadij Padalka          |  |
| Flyvemaskinist                                                        | Edward Fincke             |  |
| ISS Ekspedition 10                                                    |                           |  |
| Kaptajn                                                               | Leroy Chiao               |  |
| Flyvemaskinist                                                        | Salizkhan Sjaripov        |  |
| ISS Ekspedition 11                                                    |                           |  |
| Kaptajn                                                               | Sergej Krikaljov          |  |
| Flyvemaskinist                                                        | John Phillips             |  |
| ISS Ekspedition 12                                                    |                           |  |
| Kaptajn                                                               | William McArthur          |  |
| Flyvemaskinist                                                        | Valerij Ivanovitj Tokarev |  |
| Efter at rumfærgerne blev operative blev ISS-besætningerne øget til 3 |                           |  |
| ISS Ekspedition 13                                                    |                           |  |
| Kaptajn                                                               | Pavel Vinogradov          |  |
| 1. flyvemaskinist                                                     | Jeffrey Williams          |  |
| 2. flyvemaskinist                                                     | Thomas Reiter             |  |
| ISS Ekspedition 14                                                    |                           |  |
| Kaptajn                                                               | Michael Lopez-Alegria     |  |
| 1. flyvemaskinist                                                     | Mikhail Tjurin            |  |
| 2. flyvemaskinist Hold 1                                              | Thomas Reiter             |  |
| 2. flyvemaskinist Hold 2                                              | Sunita Williams           |  |
| ISS Ekspedition 15                                                    |                           |  |
| Kaptajn                                                               | Fjodor Jurtjikhin         |  |
| 1. flyvemaskinist                                                     | Oleg Kotov                |  |
| 2. flyvemaskinist Hold 1                                              | Sunita Williams           |  |
| 2. flyvemaskinist Hold 2                                              | Clayton Anderson          |  |
| ISS Ekspedition 16                                                    |                           |  |
| Kaptajn                                                               | Peggy Whitson             |  |
| 1. flyvemaskinist                                                     | Jurij Malentjenko         |  |
| 2. flyvemaskinist Hold 1                                              | Clayton Anderson          |  |
| 2. flyvemaskinist Hold 2                                              | Daniel Tani               |  |
| 2. flyvemaskinist Hold 3                                              | Léopold Eyharts           |  |
| 2. flyvemaskinist Hold 4                                              | Garrett Reisman           |  |
| ISS Ekspedition 17                                                    |                           |  |
| Kaptajn                                                               | Sergej Volkov             |  |
| 1. flyvemaskinist                                                     | Oleg Kononenko            |  |
| 2. flyvemaskinist Hold 1                                              | Garrett Reisman           |  |
| 2. flyvemaskinist Hold 2                                              | Gregory Chamitoff         |  |
| ISS Ekspedition 18                                                    |                           |  |
| Kaptajn                                                               | Michael Fincke            |  |
| 1. flyvemaskinist                                                     | Jurij Lontjakov           |  |

## Rumturister og andre rumrejsende
Fænomenet Rumturisme er rejsende der selv betaler for turen i rummet.

### Rumturister
Amerikaneren Dennis Tito var den første selvfinansierede rumturist (2001). Han har tidligere været ansat som forsker på Jet Propulsion Laboratory hos NASA.
- Anousheh Ansari var den første og er indtil videre den eneste kvindelige rumturist (2006).

Man kan hvis man har penge nok, købe en billet hos Space Adventures, Ltd. eller hos én af de mange nye rumfirmaer og flyve som rumturist. Det er dog foreløbigt kun det amerikanske firma Virgin Galactic, der kan tilbyde en tur til rummets grænse (til over 100 kilometers højde med rumskibet SpaceShipTwo) inden for en overskuelig fremtid.
Mindst to danskere har allerede købt billetter, nemlig forretningsmændene René Gross Kærskov og Per Wimmer, bosiddende i udlandet. Hvornår de sendes op er ukendt, men én af dem bliver sandsynligvis den første danske rumturist.

### Andre rumrejsende
Andre er blevet sendt op med rumfærgen af mere politiske årsager; senator Jake Garn (republikaner) (1985) og kongresmedlem Bill Nelson (1986) (demokrat) var politikere.
Salman Al-Saud prins af Saudi-Arabien var gæste-astronaut på en mission hvor en arabisk satellit skulle sættes i kredsløb (1985).
Christa McAuliffe var en skolelærer der blev tilbudt en rumrejse for at øge den amerikanske rumfartsadministration NASAs popularitet i og interesse fra offentligheden. Hun skulle med rumfærgen Challenger på mission STS-51-L (1986) og undervise på direkte TV fra rummet. Missionen endte i en katastrofe da rumfærgen styrtede ned, efterfølgende har NASA ville ikke længere have ikke-astronauter om bord på rumfærgerne. Ikke fordi hun på nogen måde havde indflydelse på hændelsen, men fordi Rogers-kommissionen der undersøgte ulykken, konkluderede at rumfærgerne ikke var sikre fartøjer og civile burde ikke medbringes.
Sovjetunionen tilbød med Interkosmos-programmet rumydelser til sine allierede. Det handlede om satellitopsendelser, instrumenter på sovjetiske satellitter eller blot satellitkommunikation. 12 lande sendte hver én mand (oftest forsvarsministerens søn) på en forlænget uge til en Saljutrumstation eller Mir.

### Danske rumrejsende
Organisationen Copenhagen Suborbitals er ved at udvikle en raket, der kan sende én person på en suborbital flyvning ud i rummet. Kristian von Bengtson er designeren af rumfartøjet og Peter Madsen skulle oprindelig udvikle den måske første danske bemandede rumraket. I 2014 forlod Peter Madsen Copenhagen Suborbitals og er nu aktiv i RML Space Lab; en danskbaseret gruppe der er ved at udvikle en raket og rumkapsel.